# إليزابيث إف. تشيرشل
إليزابيث إف. تشيرشل (بالإنجليزية: Elizabeth F. Churchill) هي عالمة نفس أمريكية، ولدت في 3 أغسطس 1962 في كلكتا في الهند.